# Garut
Garut este un oraș din Indonezia.